# Лилиенфелд
Лилиенфелд (на немски: Lilienfeld) е град община в окръг Лилиенфелд (LF) в Долна Австрия с 2862 жители (на 1 януари 2014). Градът е известен с намиращия се в центъра му манастир Лилиенфелд. Лилиенфелд се намира в долината на река Трайзен.
През древността територията е част от провинция Норик. През 1202 г. Леополд VI, херцог на Австрия и Щирия основава манастир Лилиенфелд. През 1217 г. херцог Леополд VI събира там множество негови благородници, за да тръгнат от там за петия кръстоносен поход.